# 北九州市立飛幡中学校
北九州市立飛幡中学校（きたきゅうしゅうしりつとびはたちゅうがっこう, Kitakyushu City Tobihata Junior High School）は、福岡県北九州市戸畑区にある公立中学校。

## 概要
歴史
1998年（平成10年）に北九州市立中学校3校の統合により開校した。2008年（平成20年）に創立10周年を迎えたばかりで北九州市の中では比較的新しい中学校である。
校名の由来
万葉集12巻に「ほととぎす 飛幡の浦に しく浪の しばしば君を 見むよしもがも」と詠まれているように戸畑古来の名前でもあり沢見・天籟・戸畑中の3校が集まった新しい学校の校名に適しているという理由でこの校名となった。飛幡は現在の「戸畑」という地名のもととなった言葉である。
校訓
「創造・感謝・勤労」
校章
校名の「飛」の字を3つの円で図案化したものと、中学校の「中」の文字を平和の象徴鳩で図案化したものを組み合わせている。

## 沿革
- 1998年（平成10年）4月1日 - 北九州市立中学校3校（沢見中学校・天籟中学校・戸畑中学校）が統合され、「北九州市立飛幡中学校」（現校名）が開校。
  - 統合新校舎が完成するまでの間、旧・戸畑中学校を戸畑校舎、旧・天籟中学校を天籟校舎とし、当初2校舎体制でのスタート。
- 2000年（平成12年）
  - 3月1日 - 沢見小[1]・中学校の跡地に新校舎が完成。
  - 3月31日 - 戸畑校舎と天籟校舎を廃止し、新校舎に完全移転。
- 2007年（平成19年）10月6日 - 創立10周年記念式典を挙行。

## 部活動
全校生徒の約70％が顧問の指導のもとに活動している。
| 運動部 - 野球部 - サッカー部 - 陸上部 - ソフトテニス部 - バスケットボール部 - バレーボール部 - 卓球部 | 文化部 - 吹奏楽部 - 美術部 - 放送部 - 家庭部 |

## 生徒会
会員が自主的に活動したり良い学校をつくることを目的としている。
役員交代、選挙は毎年2学期中ごろに行われる。
- 役員
会長（2年1名）
副会長（1、2年から1名ずつ）
書記（1、2年から1名ずつ）

また、次の専門委員会がある。
- 生活委員会
- 保健委員会
- 学習委員会
- 美化委員会
- 体育委員会
- 図書委員会
毎月、専門委員会が開かれている。

## 弁当の日
達成感を自信につなげたり家族とのコミュニケーションを図ったりすることを目的として、自分で弁当の献立を考え、材料を買い、調理、盛りつけ、片付けまでを自分で行う弁当の日を実施している。当日は持ち寄った自力弁当を写真に残し、お互いに良いところを見つけあっている。年に3回実施。

## 関連事項
- 福岡県中学校一覧